# Praedicate Evangelium
Praedicate Evangelium (Проповідуйте Євангеліє) — апостольська конституція, яка реформує Римську курію, опублікована та проголошена 19 березня 2022 року Папою Франциском; документ набув чинності 5 червня 2022 року.
Ця конституція замінила попередній найвищий указ, Pastor Bonus 1988 року, проголошений Іваном Павлом II.
"Praedicate Evangelium" внесла зміни до Римської курії, серед іншого, існуючі Конгрегації та Папські ради були замінені дикастеріями, деякі куріальні відомства були об’єднані, а мирянам було дозволено керувати дикастеріями та надано пріоритет для євангелізації в роботі Римської Курії.
Це вже п’ята в історії Церкви реформа адміністративного апарату у Ватикані.

## Історія
Реформ Римської Курії вимагали кардинали під час зустрічей, що відбулися перед конклавом 2013 року. Відразу після вступу на посаду, Папа Франциск почав роботу над цим завданням.
13 квітня 2013 р. з метою реформування Римської курії Папою Франциском було створено  Раду кардиналів. Однак на першому засіданні рада вирішила, що заплановані зміни на стільки важливі, що заслуговують на абсолютно нову конституцію. Рада працювала над новою конституцією з 2014 року. Перший проект конституції був схвалений Радою кардиналів у 2018 році. Цей проект «навесні 2019 року було надіслано керівникам діючих ватиканських відомств, єпископських конференцій по всьому світу та іншим експертам».
Папа Франциск заявив, що книга-інтерв’ю кардинала Оскара Андреса Родрігеса Марадіаги про Конституцію під назвою «Praedicate Evangelium: Нова курія для нових часів» «належним чином розкриває значення та маршрут цієї ретельної та рішучої роботи щодо перегляду та пропозицій».
У червні 2022 року в інтерв’ю Папа Франциск заявив, що Praedicate evangelium є кульмінацією «восьми з половиною років праці». Він додає, що документ реалізує прохання, висунуті кардиналами перед конклавом 2013 року, і ставить «досвід у місіонерському стилі» в центр діяльності Католицької Церкви.

## Реформа Римської курії
19 березня 2022 року, в день пам'яті св. Йосифа та в 9-у річницю інавгурації понтифікату Папи Франциска, Апостольська конституція була проголошена та опублікована того ж дня італійською мовою. Робота над документом тривала дев'ять років. 21 березня 2022 р. Praedicate evangelium було представлено в прес-службі Святого Престолу під час офіційної прес-конференції експертів. 31 березня 2022 року Святий Престол опублікував типове видання в L’Osservatore Romano. Це видання мало деякі відмінності від раніше опублікованого видання. 5 червня 2022 року, у день П’ятидесятниці, документ набув чинності.

## Структура Апостольської Конституції
Апостольська Конституція складається з одинадцяти частин, пронумерованих римськими цифрами:
I. Преамбула
II. Принципи та критерії служіння в Римській курії
III. Загальний регламент
IV. Державний секретаріат
V. Дикастерії
VI. Органи судової влади
VII. Господарські органи
VIII. Офіси
IX. Адвокати
X. Інституції, пов’язані зі Святим Престолом
XI. Перехідне положення